# Марк Хораций Барбат
Марк Хораций Барбат (на латински: Marcus Horatius Barbatus) e единият от двамата римски легендарни консули, които през 449 пр.н.е. сменят децемвирите. Другият е Луций Валерий Поцит. Барбат произлиза от род Хорации, една от най-старите патрициански фамилии на Древен Рим.
Двамата са патрициите, които започват сдобряването с плебеите. Те вероятно създават закона Lex Hortensia, който обаче влиза в сила през 287 пр.н.е.